# エリックドア
エリック・ジョージ・ロペス（Eric George Lopez）は、エリックドア（ericdoa）としてアメリカ合衆国のシンガーソングライター、音楽プロデューサーである。彼は、ハイパーポップやデジコアといった音楽ジャンルの主要アーティストの一人として知られている。

## キャリア
コネチカット州で生まれ、パナマ人とプエルトリコ人の血を引いている。子供の頃、祖父から初めてのギターを贈られたが、その祖父は2021年にCOVIDで亡くなった。エリックドアは自身の音楽をレコーディングし、killericという名前でSoundCloudなどのサイトで公開し始め、2019年にデビューEP『DOA』をリリースした。2019年半ばにステージネームをEricdoaに変更し、2020年にはデビューミックステープ『Public Target』とファーストアルバム『COA』をリリースした。
2021年にインタースコープ・レコードと契約した。2021年から2022年初頭にかけて、「Fantasize」、「Back N Forth」、「Strangers」、「Sad4Whattt」、「Fool4Love」、「Lifeline」など多数のシングルをリリースした。「Sad4Whattt」はHBOのドラマシリーズ『ユーフォリア/EUPHORIA』のシーズン2サウンドトラックに収録された。また、グレイヴとも頻繁にコラボレーションしており、いくつかのシングルと2021年にはEP『Then I'll Be Happy』をリリースしている。エリックドアのセカンドアルバム『Things with Wings』は、2022年5月に国際的なヘッドライニングツアーと共にリリースが発表され、5月20日にリリースされた。
9ヶ月の休止期間を経て、エリックドアは2023年3月5日にライアットゲームズおよびVALORANTとのコラボレーションで新シングル「>One」（「greater than one」と読む）をリリースした。9月22日、『Things With Wings』リリース以来初のソロ曲となるシングル「Kickstand」をリリースし、ミュージックビデオも公開された。11月3日には、別のシングル「Dancinwithsomebawdy」をリリースし、これもミュージックビデオが公開された。2024年1月19日、彼は3枚目のスタジオ・アルバム『DOA』をリリースした。
2024年初頭、ライブストリームのクリップがTikTokでサウンドとしてバイラルになり、その中で彼はアメリカのオンラインストリーマーであるニンジャに言及し、「ニンジャがテンプル・フェードにしたらどうなるか想像してみて」というフレーズを即興で歌った。このミームへの反応として、ニンジャは最終的に髪をローテーパーフェードにカットし、最初のバイラル後もこのミームを継続的に参照し、「まだ大流行している」と呼び、それ自体がニンジャがローテーパーフェードのミームを「引きずっている」ミームとなった。このミームは、1年以上人気が衰えなかったことで有名である。
2024年、インタースコープ・レコードを離れた。公式な理由は明かされていないが、ポッドキャストで、レーベルがアメリカのミュージシャングレイヴとのEP制作を強制したことに不満を抱いていたと語っている。グレイヴとの別の音楽プロジェクトに取り組むか尋ねられた際、「でも問題は、それが『前回のあれが最高だったから、君たちで曲を作れ！世界で一番のものにしてやる！』みたいな企業的なものにはしたくないんだ。そういうのは本当にダサい」とコメントした。脱退後、EP制作を目標に24時間365日のライブストリーミングを行った。

## 音楽スタイル
頻繁に主要なハイパーポップおよびデジコアアーティストとして評されるが、自身の音楽を特定のジャンルに分類することにためらいがあると述べている。ヴァイス・メディアに対し、「音楽にあまり詳しくない人々にとっては、それは単なる拠り所なのだと思う。ジャンルレスな音楽の代わりに、彼らはそれを何かで呼ぶことができる」と述べた。『ザ・ニューヨーカー』によれば、音楽スタイルは「ハイパー・ラップ」と表現するのがより正確かもしれない。

## ディスコグラフィ

### スタジオ・アルバム
- 『COA』（2020）
- 『Things with Wings』（2022）
- 『DOA』（2024）